# متیو ویچلو
متیو ویچلو (انگلیسی: Matthew Whichelow؛ زادهٔ ۲۸ سپتامبر ۱۹۹۱) بازیکن فوتبال اهل بریتانیا است.
از باشگاه‌هایی که در آن بازی کرده‌است می‌توان به باشگاه فوتبال وایکام واندررز، باشگاه فوتبال بورم‌وود، باشگاه فوتبال اکستر سیتی، باشگاه فوتبال چلمزفورد سیتی، باشگاه فوتبال آکرینگتون استنلی، و باشگاه فوتبال واتفورد اشاره کرد.
وی همچنین در تیم ملی فوتبال مونتسرات بازی کرده‌است.